# 光籽柳叶菜
光籽柳叶菜（学名：Epilobium tibetanum）为柳叶菜科柳叶菜属下的一个种。